# Apple File System
Епл система датотека (APFS) је безбедан и савременог система за макос, иос, tvOS и у watchos, сада развио и увео компаније Аппле. она има за циљ превазилажење основних проблема, постојеће у систему ХФС+ систем датотека се користи на овим платформама данас.
Епл Фајл систем је оптимизован за испирање - и ссд за складиштење, са главним фокусом на шифровање.

## Историја
Малић систем датотека најављена је на Јабукуса цонференце (ВВДЦ) у јуну 2016. године, заменивши на ХФС+, која је у 1998. години, у доба дискова, и хард дискове. он је пуштен за иос и уређаја на 27. март 2017, са излазом на иос 10.3.

## Дизајн
Систем датотека је смањена од Аппле гледају на Мац про. Он користи 64-битни индексну школа, и омогућава вам да за безбедно складиштење. У APFS код као систем датотека ХФС+ код, користите команду ТРИМ, за боље управљање простором и перформансама. То значајно повећава брзину читања-писања на иос и Мацос,, а такође и место на иос уређајима због начина APFS израчунава расположиве податке.

### Клонови
Клонови омогућавају оперативном систему, да направи брз, енергетски ефикасан копије датотека на једној књизи, не заузимају додатни простор. Промене података снимити нове податке на другом месту и даље деле немодифицированные блокова. Промене у датотеци се чувају, као и разлике сгладятся, фајл, смањења простора потребног за докумената ревизије и копије.

### Слике
Епл систем датотека подржава снимци за стварање тачка-у-времену, копију само за читање система датотека.

### Шифровање
Епл систем датотека подржава пуну шифровање диски шифровање датотека са следећим параметрима:
- без шифровања,
- један кључ за шифровање, и
- мулти-кључ за шифровање, који шифрује сваки фајл са посебног кључа, у овом случају мета података су шифроване са друге.

### Ниска латенција
APFS ће обезбедити више брз и ефикасан одговор за кориснике при отварању апликације и података.

### Повећање броја датотеку
APFS подржава 64-битне бројеве чвора, подржава више од 9 квинтиллионов датотека на једној књизи.

### Интегритет података
Компанија Аппле систем датотека користи Контролне суме за обезбеђивање интегритета података за метаподатке, али не корисничке податке.

### Заштита од удеса
Фајл систем компаније Аппле дизајниран да спречи оштећења метаподатака, услед системских грешака. Уместо преписивања постојећих уноса метаподатака на месту, он пише потпуно нови рекорд, указује на нове, а онда пусти старе. То вам омогућава да се избегне пада у време ажурирања, као резултат оштећени запис садржи парцијални старе и делимично нове податке. То је такође вам омогућава да се избегне потреба за писање измене у два пута, као што се то дешава са система датотека ХФС+ журналируемая систем датотека, где промене се евидентирају прво у часопис, а онда у Каталог фајлова.

## Ограничења
Фајл систем Аппле у првој генерацији, не пружа Контролне суме за податке корисника, али и за интегритет метаподатака. такође се не користи бајт-адресирати меморији добровољни приступ, и не подржава компресију још.
Епл систем датотека не обавља нормализације Уницоде, а у систему ХФС+ ради.

## Подршка

### у Мацос
Компанија Аппле систем датотека је доступан у ОС Мацос Сијера, али са бројним ограничењима и експерименталан. Међу ограничења:
- дискови са верзијом Сијера у APFS не може да буде компатибилан са будућим верзијама оперативног система Мацос, ни коначне верзије APFS
- једина опција сада доступна за APFS је осетљив на мала и велика слова система датотека;
- APFS не може да се користи са машином времена, функција filevault за шифровање, или Фузије дискови.

Диск партиција може бити форматиран са APFS у Мацос Сијера са diskutil командне линије. Коначна верзија очекује у 2017. години.

### иос, tvOS, и watchos
иос 10.3, 10.2 tvOS, и у watchos 3.2, објављен 27. марта 2017, трансформацију постојећег система датотека ХФС+ са APFS на уређајима, компатибилан са иос 10, и све Аппле ТВ и Аппле ватцх уређаја.
Тестови су показали да је ипхоне 5 не подржава.

## Цм. иди такође
- Поређење система датотека
- Btrfs
- ЧЕКИЋ
- ReFS
- Пошаљите Датотеку Распоред У Било Ком Месту
- ЗФС